# Raphidopus
Raphidopus is een geslacht van kreeftachtigen uit de klasse van de Malacostraca (hogere kreeftachtigen).

## Soorten
- Raphidopus ciliatus Stimpson, 1858
- Raphidopus indicus Henderson, 1893
- Raphidopus johnsoni Ng & Nakasone, 1994
- Raphidopus persicus Ng, Safaie & Naser, 2012